# شبكات إيه إم سي
شبكات إيه إم سي (بالإنجليزية: AMC Networks) شركة ترفيهية تلفزيونية أمريكية، تمتلك عدة قنوات تلفزيونية في الولايات المتحدة: إيه إم سي، قناة الأفلام المستقلة، دبليو إي تي في، بي بي سي أمريكا، و قناة سندانس.

## القنوات التابعة

### قنوات محلية
- قناة إيه إم سي
- قناة الأفلام المستقلة
- قناة سندانس
- دبليو إي تي في

### قنوات دولية
- شبكة إي إم سي الدولية

### قنوات مشتركة
- بي بي سي أمريكا (تشارك ملكية القناة مع بي بي سي العالمية، حصتها 49.9%)

## وصلات خارجية
- الموقع الرسمي